# شوكو هامادا
شوكو هامادا (浜田 彰子)، هو لاعب كرة قدم. ولعبت مع منتخب اليابان لكرة القدم للسيدات.